# FC Pellor
FC Pellor is een Nederlands amateurvoetbalvereniging uit Den Helder, opgericht in 1977. De vereniging is van oudsher een club van voetballers met een migratieachtergrond en was van 1977 tot 1996 een veldvoetbalclub. Tegenwoordig is FC Pellor voornamelijk een zaalvoetbalvereniging. Het standaardteam speelt in het seizoen 2023/24 in de Hoofdklasse A van het KNVB-district West I.

## Geschiedenis
In de Helderse buurt Jeruzalem kwamen een groep vrienden van Indonesische en Molukse afkomst bijeen in Café Het Karrenwiel op het Seringenplein en aldaar werd op 1 juli 1977 de nieuwe voetbalvereniging ,,F.C. Pellor" opgericht. De naam Pellor is afgeleid van "Peluru" dat vanuit het Indonesisch, Ambonees en Maleis naar het Nederlands vertaald kan worden als "Kogel", met de achterliggende gedachte dat FC Pellor — net als een kogel — niet meer is tegen te houden als ze eenmaal is afgevuurd. Aanvankelijk was het vooral een Indische club voor blauwe jongens, maar algauw werd ze een voetbalvereniging met uitsluitend buitenlandse inbreng, waar hoofdzakelijk Indonesische, Molukse, Antilliaanse en Surinaamse voetballers samenspeelden.

### Veldvoetbal
Met fanatieke voetballers trad FC Pellor in 1977 toe tot de bedrijfs- en zomeravondvoetbalcompetitie van de KNVB, waar zij debuteerden in de Derde klasse. Deze bijzondere veldvoetbalcompetitie was in de zeventiger- en tachtiger jaren een serieuze aangelegenheid en kende een grote populariteit in Den Helder. In haar debuutseizoen won FC Pellor alle competitiewedstrijden en werd ze ongeslagen kampioen van de Derde klasse. In vier jaar tijd won FC Pellor een reeks kampioenschappen en promoveerde van de Derde klasse naar de Hoofdklasse. Kenmerkend was het vertoonde Braziliaanse sambavoetbal, waarmee de kleurlingen op Sportpark De Linie indruk maakten.
Het team van onder leiding van coach Ron Tokaya, of Oom Ron zoals hij naar Indische gebruiken binnen de club genoemd werd, won in 1983 de Hoofdklasse van het district Den Helder. Hierop werd er met de districtskampioenen van Zaandam, Alkmaar, Hoorn, Enkhuizen en Wieringen gestreden om het algemene voetbalkampioenschap van de provincie Noord-Holland. Het provinciekampioenschap werd knap gewonnen, waardoor FC Pellor de enige Helderse ploeg werd die de Noord-Hollandse titel wist te behalen. In 1980 werd FC Pellor al eens tweede.
FC Pellor nam ook deel aan verschillende vriendschappelijke voetbaltoernooien in Nederland, waaronder het Moluks toernooi van FC Tunas in Hoogeveen, waar het speelde tegen allerlei Molukse voetbalverenigingen.
In de jaren 1990 nam de populariteit van het KNVB-zomeravondvoetbal sterk af, waarna FC Pellor in 1996 de overstap maakte van het veldvoetbal naar het zaalvoetbal. Hiermee hield FC Pellor de facto op te bestaan als veldvoetbalvereniging.

### Zaalvoetbal
Op initiatief van lid Robin Flamand besluit FC Pellor zich in 1996 bij de KNVB te registreren als zaalvoetbalclub. In tegenstelling tot de beginjaren van Pellor meldden steeds meer Nederlandse spelers zich aan bij de vereniging. De hoogste teams spelen hedendaags in de KNVB-competities, de andere zijn actief in de HZVO.

## Erelijst

### Veldvoetbal
| Competitie                          | Winnaar | Winnaar    | Runner up | Runner up |
| Competitie                          | Aantal  | Jaren      | Aantal    | Jaren     |
| ----------------------------------- | ------- | ---------- | --------- | --------- |
| Provinciaal (NHVB)                  |         |            |           |           |
| Noord-Hollands voetbalkampioenschap | 1×      | 1983       | 1×        | 1980      |
| Communaal (Afdeling Den Helder)     |         |            |           |           |
| Hoofdklasse                         | 2×      | 1980, 1983 |           |           |
| Eerste klasse                       | 1×      | 1979       |           |           |
| Tweede klasse                       | 1×      | 1978       |           |           |
| Derde klasse                        | 1×      | 1977       |           |           |

## Clubcultuur
In de jaren 1970 hadden Indische jongeren een slechte reputatie in de gemeente Den Helder, daar waar zij vaak betrokken waren bij vechtpartijen. Om op een positievere manier van zich te doen spreken, werd een voetbalvereniging opgericht. De voetballers in de beginjaren waren veelal afkomstig uit de voormalige koloniën van het Koninkrijk der Nederlanden zoals Nederlands-Indië, de Molukken, Suriname en de Antillen. Het samenspelen was voor deze generatie een manier om geleidelijk te integreren. Eerst in een vertrouwde minderheidsomgeving tegen Nederlandse voetballers en later volledig geïntegreerd met Nederlandse voetballers.
Inmiddels kent FC Pellor ook veel Nederlandse voetballers in haar vereniging.

## Bekende (oud-)spelers
- Maurice van Ham
- Chima Onyeike
- Mark de Vries